# Ayer no termina nunca
Ayer no termina nunca és una pel·lícula espanyola estrenada el 2013 i dirigida per Isabel Coixet. La seva presentació mundial va tenir lloc al 63è Festival Internacional de Cinema de Berlín. La presentació a Espanya va tenir lloc en la 16a edició del Festival de Màlaga, on va competir en la secció oficial i va inaugurar el Festival. Ha estat doblada al català.

## Sinopsi
Una parella se separa després de perdre al seu fill. La mort es produeix per una negligència hospitalària, originada a conseqüència de les retallades. Després de cinc anys es retroben a Barcelona.

## Repartiment
- Javier Cámara és J.
- Candela Peña és C.

## Localitzacions
- Igualada i altres localitzacions de Barcelona, com el Prat de Llobregat.[5]
- Parc Cementiri d'Igualada (obra dels arquitectes Enric Miralles i Carme Pinós).
- Coves pròximes del municipi de El Bruc.

## Palmarès cinematogràfic
Festival de Màlaga
| Categoria                                  | Persona                                    | Resultat   |
| ------------------------------------------ | ------------------------------------------ | ---------- |
| Biznaga de Plata. Premi Especial del Jurat | Biznaga de Plata. Premi Especial del Jurat | Guanyadora |
| Bisnaga de Plata a la Millor Actriu        | Candela Peña (*)                           | Guanyadora |
| Bisnaga de Plata a la Millor Fotografia    | Jordi Azategui                             | Guanyador  |
| Bisnaga de Plata al Millor Muntatge        | Jordi Azategui                             | Guanyador  |

(*) ex aequo juntament amb Aura Garrido
I Premis Feroz
| Categoria     | Persona      | Resultat |
| ------------- | ------------ | -------- |
| Millor actriu | Candela Peña | Nominada |

Premis YoGa
| Categoria                | Persona       | Resultat   |
| ------------------------ | ------------- | ---------- |
| Pitjor director espanyol | Isabel Coixet | Guanyadora |

Premis Gaudí 2014
| Categoria                    | Persona       | Resultat |
| ---------------------------- | ------------- | -------- |
| Millor protagonista femenina | Candela Peña  | Nominada |
| Millor protagonista masculí  | Javier Cámara | Nominat  |